# Running Up That Hill
«Running Up That Hill», más tarde renombrada como «Running Up That Hill (A Deal With God)», es una canción de la cantante británica Kate Bush, lanzada el 5 de agosto de 1985 como primer sencillo de su quinto álbum de estudio Hounds Of Love (1985), a través de la discográfica EMI. Es considerada una de sus obras de referencia y significó el regreso de Kate Bush al ojo público tras el bajo recibimiento comercial de su anterior álbum de estudio The Dreaming (1982). En su año de lanzamiento alcanzó el tercer puesto de la lista musical UK Singles Chart de Reino Unido y el 30 en Estados Unidos. Cuenta con su propio video musical.
Ha sido versionada por artistas como Within Temptation, Tori Amos, Kim Petras, Placebo, Chromatics, Little Boots, First Aid Kit y Meg Myers. Cuenta con una versión regrabada por Bush en 2012, y se incluyó en la ceremonia de cierre de los Juegos Olímpicos de Londres 2012.
En 2022 formó parte de la banda sonora de la cuarta temporada de la serie de televisión Stranger Things, lo que le valió una gran exposición y le permitió reingresar a diversas listas musicales a 37 años de su lanzamiento. Alcanzó los primeros puestos en listas de Estados Unidos, Reino Unido, Australia e Irlanda, y se posicionó dentro del top 10 en Alemania, Bélgica e Italia. También debutó en listas de países en los que anteriormente no pudo como Lituania y Noruega. Asimismo, este regreso marcó récords cuando se convirtió en la canción más antigua en lograr el primer puesto en la lista de Billboard Streaming Songs Chart. Con 63 años, Bush fue la artista de mayor edad en encabezar el UK Singles Chart, superando la marca de Cher. En esta lista generó además la brecha más larga para dos canciones número uno, cuarenta y cuatro años transcurridos desde que su sencillo «Wuthering Heights» alcanzó la cima en 1978. Algunos informes financieros señalan que, derivado del resurgimiento de la canción, Bush obtuvo cerca de 2.37 millones de libras esterlinas por regalías.

## Composición
Bush compuso «Running Up That Hill» en 1983 y fue la primera canción que grabó para el álbum Hounds Of Love. Originalmente se titulaba «A Deal With God», nombre que finalmente se cambió a «Running Up That Hill» cuando la discográfica presentó dudas sobre la inclusión de la palabra «God» (Dios).

## Formato

### Vinilo y CD
| N.º | Título                 | Duración |  |
| 1.  | «Running Up that Hill» | 4:58     |  |
| 2.  | «Under the Ivy»        | 2:07     |  |

### Formato en streaming y descarga digital
| N.º | Título                                   | Duración |  |
| 1.  | «Running Up that Hill (A Deal with God)» | 4:58     |  |

## Posicionamiento en listas
| País                | Lista (1985-2022)      | Posición más alta | Ref.          |
| América             | América                | América           | América       |
| ------------------- | ---------------------- | ----------------- | ------------- |
| Canadá              | Canadian Singles (RPM) | 16                | [ 9 ]         |
| Estados Unidos      | Billboard Hot 100      | 3                 | [ 10 ]        |
| Europa              |                        |                   |               |
| Austria             | Ö3 Austria Top 40      | 21                | [ 11 ]        |
| Alemania Occidental | Official German Charts | 3                 | [ 12 ]        |
| Bélgica             | Ultratop 50            | 6                 | [ 13 ]        |
| España              | PROMUSICAE             | 48                | [ 14 ]        |
| Francia             | SNEP                   | 1                 | [ 15 ]        |
| Irlanda             | IRMA                   | 1                 | [ 16 ]        |
| Islandia            | Tonlist                | 1                 |               |
| Italia              | Musica e dischi        | 1                 | [ 18 ]        |
| Países Bajos        | Netherlands Top 100    | 6                 | [ 19 ]        |
| Suiza               | Schweizer Hitparade    | 10                | [ 20 ]        |
| Reino Unido         | UK Singles Chart       | 1                 | [ 21 ] [ 22 ] |
| Oceanía             |                        |                   |               |
| Australia           | ARIA                   | 1                 | [ 23 ]        |
| Nueva Zelanda       | Recorded Music NZ      | 1                 | [ 24 ]        |

## Certificaciones
| País                                    | Organismo certificador | Certificación | Ventas certificadas | Ref    |
| --------------------------------------- | ---------------------- | ------------- | ------------------- | ------ |
| Canadá                                  | Music Canada           | 2x Platino    | 160 000             | [ 25 ] |
| Dinamarca                               | IFPI Dinamarca         | Oro           | 45 000              | [ 26 ] |
| España                                  | PROMUSICAE             | Oro           | 30 000              | [ 27 ] |
| Italia                                  | FIMI                   | Platino       | 100 000             | [ 28 ] |
| Nueva Zelanda                           | RIANZ                  | 2x Platino    | 30 000              | [ 29 ] |
| Reino Unido Ventas digitales desde 2004 | BPI                    | 2x Platino    | 1 200 000           | [ 30 ] |
| Reino Unido Ventas en físico desde 1985 | BPI                    | Plata         | 250 000             | [ 31 ] |